# Степнівська сільська рада (Родинський район)
Сте́пнівська сільська рада (рос. Степновский сельский совет) — сільське поселення у складі Родинського району Алтайського краю Росії.
Адміністративний центр та єдиний населений пункт — село Степне.

## Населення
Населення — 1307 осіб (2019; 1473 в 2010, 1710 у 2002).